# Ostrovní poustevna

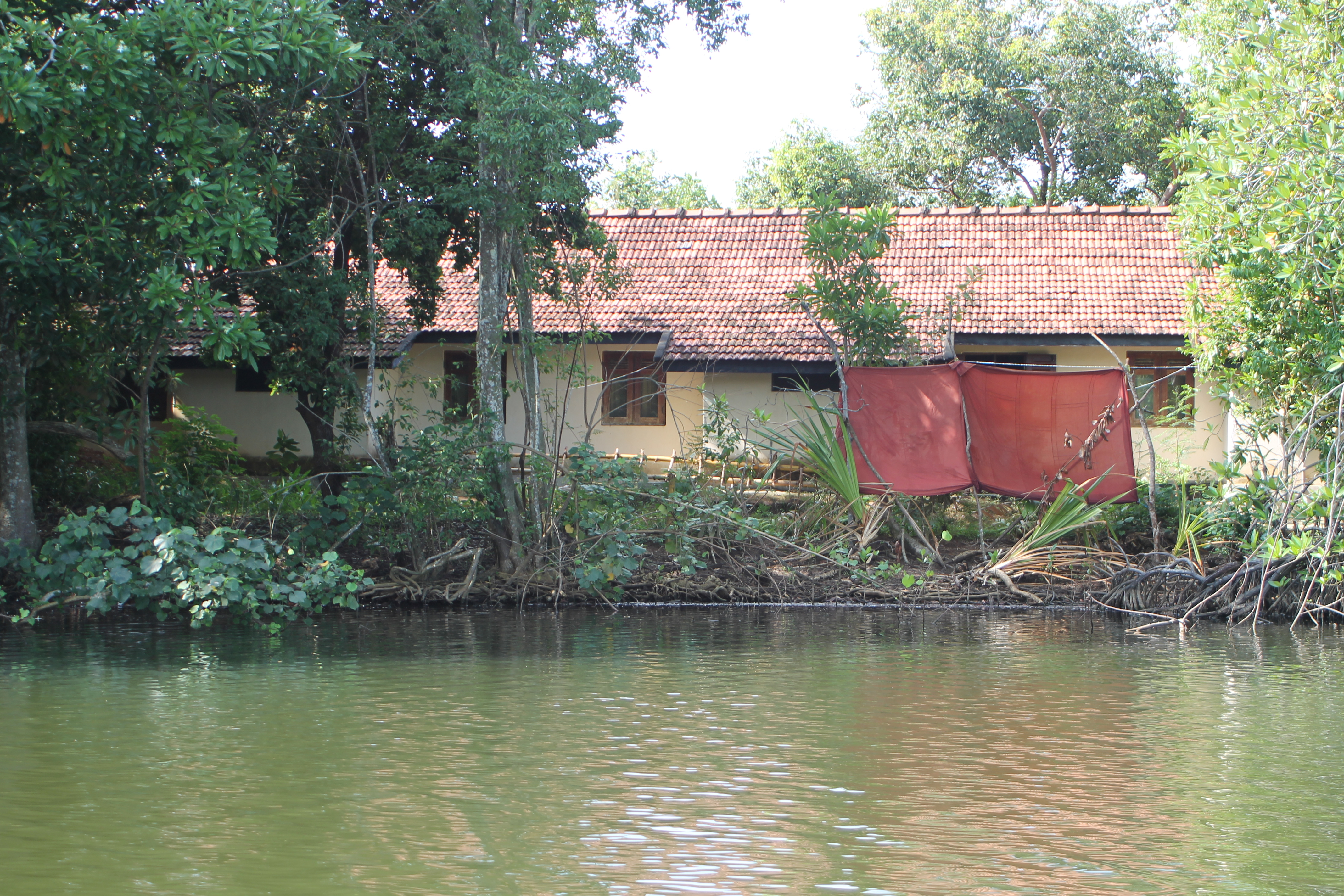
Proslulý lesní buddhistický klášter založený ctihodným Nyanatilokou Mahathérou v roce 1911.

Ostrovní poustevna v Ratgamské laguně (Dodanduwa, Srí Lanka) je lesní buddhistický klášter založený ctihodným Nyanatilokou Mahathérou v roce 1911.

## Proslulí mnišští obyvatelé poustevny
- Ctihodný Nyánaponika (Němec) – nejbližší následovník a dědic ct. Nyanatiloky . Napsal mimo jiné knihu „Jádro buddhistické meditace“ a založil Buddhist Publication Society v Kandy.
- Ctihodný Nyanasatta (Čech)
- Ctihodný Ñāṇamoli (Angličan) – velký učenec a překladatel některých významných Páli textů o theravádovém buddhismu